# 密印寺

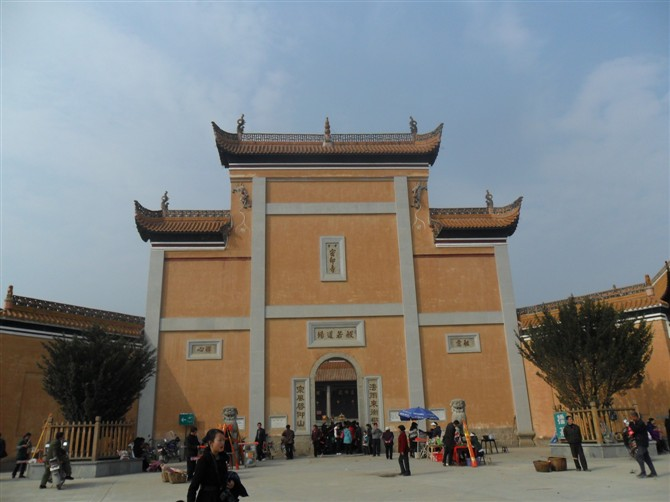
山門

密印寺（みついんじ）は、中国仏教潙仰宗の祖庭のひとつである。中華人民共和国湖南省長沙市寧郷市潙山にある仏教寺院。1959年1月24日に、第一批湖南省文物保護単位に指定された。

## 歴史

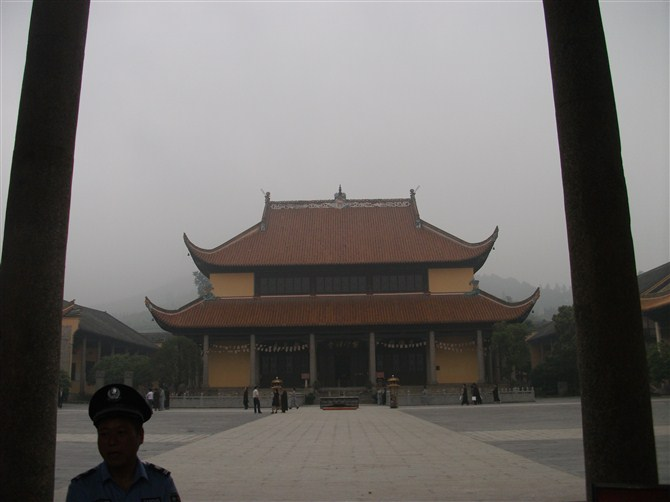
大殿（万佛殿）

密印寺は、唐代の潭州刺史裴休が建立した寺で、山麓に建築物が建てられた。

## 伽藍
山門、大殿（万仏殿）、後殿、配殿、禅堂、祖堂、補殿、囲壁

## 国宝
- 12,182尊金仏。

## 重要文化財

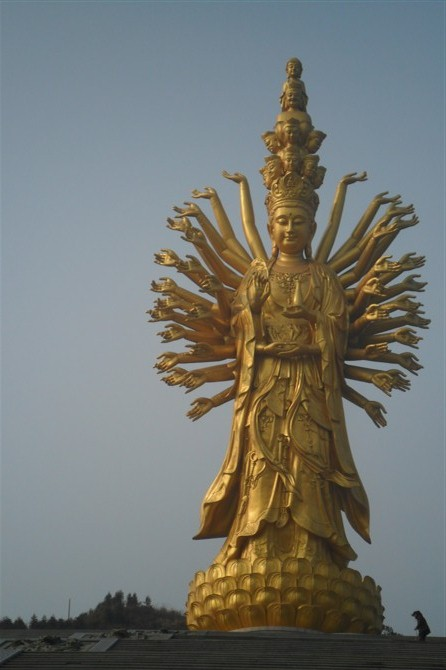
千手千眼観音菩薩

- 千手千眼観音菩薩[2]

## 主な住僧
- 潙山霊祐（唐朝、開山祖師）[4]
- 法海（唐・裴文徳）
- 空印法師（宋）
- 徹当法師（明）
- 恵山祖師（清）
- 永光禅師（中華民国）
- 八指頭陀（中華民国）
- 虚雲（中華民国）
- 虚太法師（中華民国）
- 宝生法師（中華民国）
- 空也法師（中華民国）
- 法舫法師（中華民国）
- 茗山法師（中華民国）
- 静雄大師（今住持）